# Dreschvitz
Dreschvitz település Németországban, Mecklenburg-Elő-Pomeránia tartományban. Lakosainak száma 769 fő (2023. december 31.).

## Népesség
A település népességének változása:
| Lakosok száma | 757  | 742  | 758  | 760  | 769  |
|               | 2017 | 2019 | 2021 | 2022 | 2023 |